# Homestead
Homestead é uma cidade localizada no estado americano da Flórida, no condado de Miami-Dade. Foi incorporada em 1913.

## Geografia
De acordo com o United States Census Bureau, a cidade tem uma área de 40,5 km², onde 39,2 km² estão cobertos por terra e 1,2 km² por água.

## Demografia
Segundo o censo nacional de 2010, a sua população é de 60 512 habitantes e sua densidade populacional é de 1 543,18 hab/km². Possui 23 419 residências, que resulta em uma densidade de 597,23 residências/km².

## Geminações
A cidade de Homestead é geminada com as seguintes municipalidades:
- Liberia, Guanacaste, Costa Rica[4]
- Petit-Goâve, Oeste, Haiti [5]